# 布賴德島
64°52′S 63°2′W / 64.867°S 63.033°W
布賴德島是南極洲的島嶼，位於葛拉漢地西岸，長10公里、寬5公里，處於勒梅爾島西南面，由比利時探險隊發現，以探險船的經紀命名。